# Fenestraria rhopalophylla
Fenestraria rhopalophylla là một loài thực vật có hoa trong họ Phiên hạnh. Loài này được (Schltdl. & Diels) N.E.Br. mô tả khoa học đầu tiên năm 1927.

## Hình ảnh

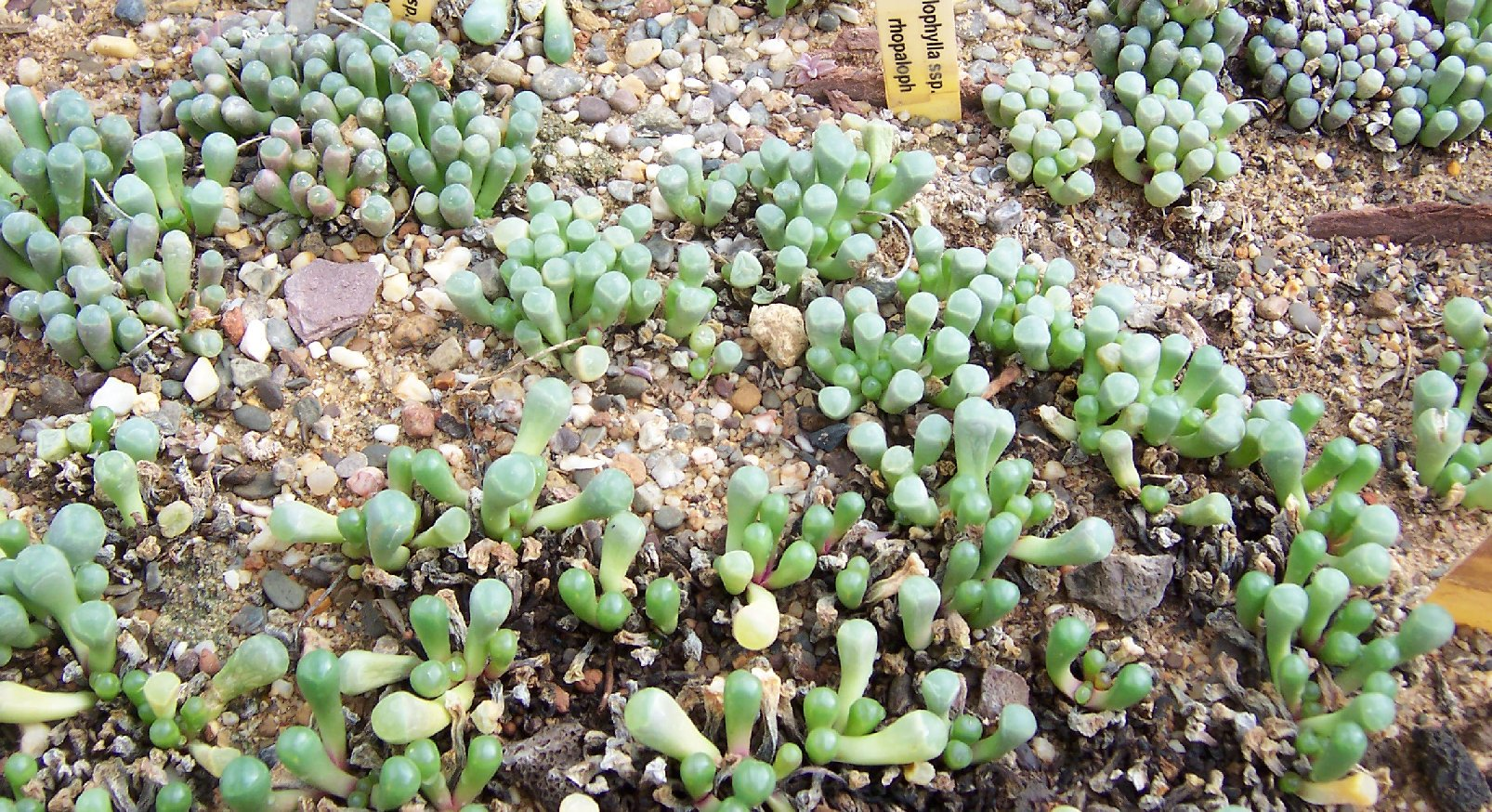
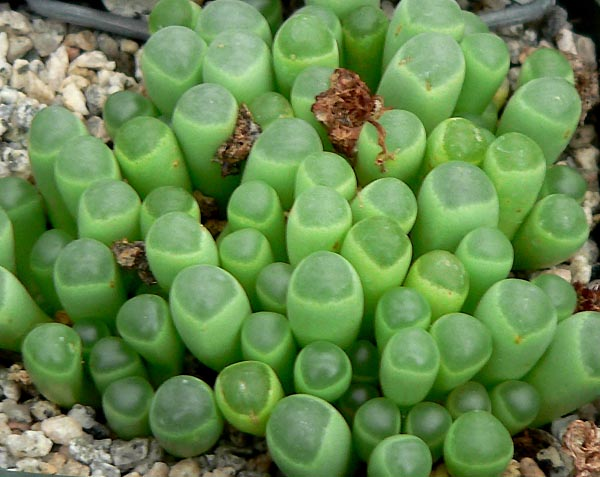

- Tập tin:Fenestraria rhopalophylla.JPG